# Kotka
Kotka er en by i Kymmenedalen ved Den Finske Bugt. Byen fik stadsrettigheder i 1879. Kotka har 54.649 indbyggere (2007) og har et samlet areal på ca. 750 km² hvoraf 272 km² er land. Kystlinjens længde er ca 170 km.
Kotka er en betydelig havne- og industriby. Kotka havn er Finlands største eksporthavn.
Indtil 2009 hørte byen til Sydfinlands len. Kommunen ligger i landskabet Kymmenedalen. Kommunen og landskabet hører administrativt under Sydfinlands regionsforvaltning.
Kotka er officielt ensproget finsk, men defineres som en såkaldt "sprogø", da der findes en lille svensksproget minoritet i byen. Kotka Svenska Samskola tilbyder både grundskole og gymnasieundervisning på svensk. I byen er der også en svensksproget børnehave.

## Historie
I 1790'erne grundlagdes en stor søfæstning dér, hvor Kotkas centrum i dag ligger. Fæstningen, som senere fik navnet Svensksund, grundlagdes af Katharina den Store. Endnu i dag ligger der rester af fæstningen på og omkring Kotka ø. En vigtig del af fæstningen var den cirkelformede søfæstning Fort Slava.
Den 21. maj 1878 besluttede det autonome storfyrstendømme Finlands senat (regering), at der skulle grundlægges en by på Kotka ø ved Kymmene elvens munding. Kotka fik sine stadsrettigheder i 1879. Placeringen var velegnet med tanke på elven som et vigtigt led i tømmerflådningen, hvilket førte til en omfattende savværksvirksomhed i området. Kymmene elven var og er stadig det sydlige Finlands bedste lakseelv. Byen var i 1800-årene meget international med indbyggere fra Rusland, Estland, Tyskland, Sverige og Norge. Nærheden til Viipuri og Skt. Petersborg bidrog stærkt til byens udvikling. Som følge af, at det var let at skaffe tømmer, grundlagdes også tidligt en havn og papir og papirmasseindustri i byen.
I 1977 blev byen Karhula og Kymmene kommune (fi. Kymi) lagt sammen med Kotka. Allerede inden da var skærgårdskommunen Aspö blevet lagt sammen med Kotka.

## Erhvervsliv
I Kotka findes Finlands største eksporthavn på øen Mussalö. Af store industrier i Kotka han nævnes:
- Stora Enso Oy (papir)
- Sulzer Pumps Finland Oy (industrielle pumper)
- Ahlström Glassfibre Oy (glasfiberprodukter)
- Vaasan & Vaasan Oy (bageri)
- Sunila Oy (sulfatcellulose)

## Seværdigheder
- I Kotka findes et Maretarium, som er et enestående akvarium med fisk som findes i finske farvande.
- Maritimcentret Vellamo.
- En klassisk seværdighed er den kejserlige fiskerhytte i Langinkoski, hvor flere russiske zarer med følge tilbragte fredfyldte feriedage med at fiske efter laks.
- En betydelig seværdighed om sommeren er Kotkas prisbelønnede parker. Sapokka vandpark er en enestående helhed, hvor vand, klipper og sten, vækster og lys danner en helhed, som er en rejse værd! Desuden kan nævnes en krudtbunker indbygget i fæstningen Kotka, Sibeliusparken samt den store centralpark i engelsk stil ved den ortodokse Skt. Nikolaos Kirke.
- For historisk interesserede er det interessant at inspicere resterne af søfæstningen Svensksund. Til disse 1700-tals bygninger hører også den kønne ortodokse Skt. Nikolaos kirke, som blev bygget 1799-1801 efter tegninger af Skt. Petersborgs amiralitetsarkitekt Jakov Perrin. Længst oppe på bjerget ovenfor Sapokka findes resterne af et 1700-tals tårn, som fungerede som fyr og udsigtstårn under slaget ved Svensksund. Gustav 3. skal have fulgt slaget herfra. Der findes en afmærket gangsti "Katariinan polku", hvor man kan se resterne af fæstningen Svensksund. Promenaden starter ved Sapokka, og der er kort og forklarende tekster ved ruinerne.
- For den arkitekturinteresserede er et besøg i bydelen Bärnäs et must. Området blev hovedsageligt bygget i 1930'erne efter den berømte finske arkitekt Alvar Aaltos planer. Det er et internationalt set vigtigt område hvor boliger, forretninger og fabrikker danner en helhed. Sunila sulfatmassabruk, som blev bygget i 1936, regnedes engang for verdens kønneste fabriksbygning.
- Den centrale esplanade Keskuskatu indeholder et stort antal statuer af kendte hjemlige og udenlandske kunstnere. Billeder kan ses på byens hjemmeside.
- I juli afholdes en stor festival i Kotka "Kotka havsdagar". Festivalen lokker store folkemængder til og indeholder kultur og søsport samt forskellige musikarrangementer foruden tivoli og øltelt. Hvert tredje år arrangeres en træbådsmesse i sammenhæng med havsdagarna.

## Sport
Byens ishockeyhold – Titaanit – spiller i den finske 2. division fra og med sæsonen 2007.

## Eksterne links
- Kotka bys hjemmeside
- Billeder fra Kotka på Flickr